# Terrasini

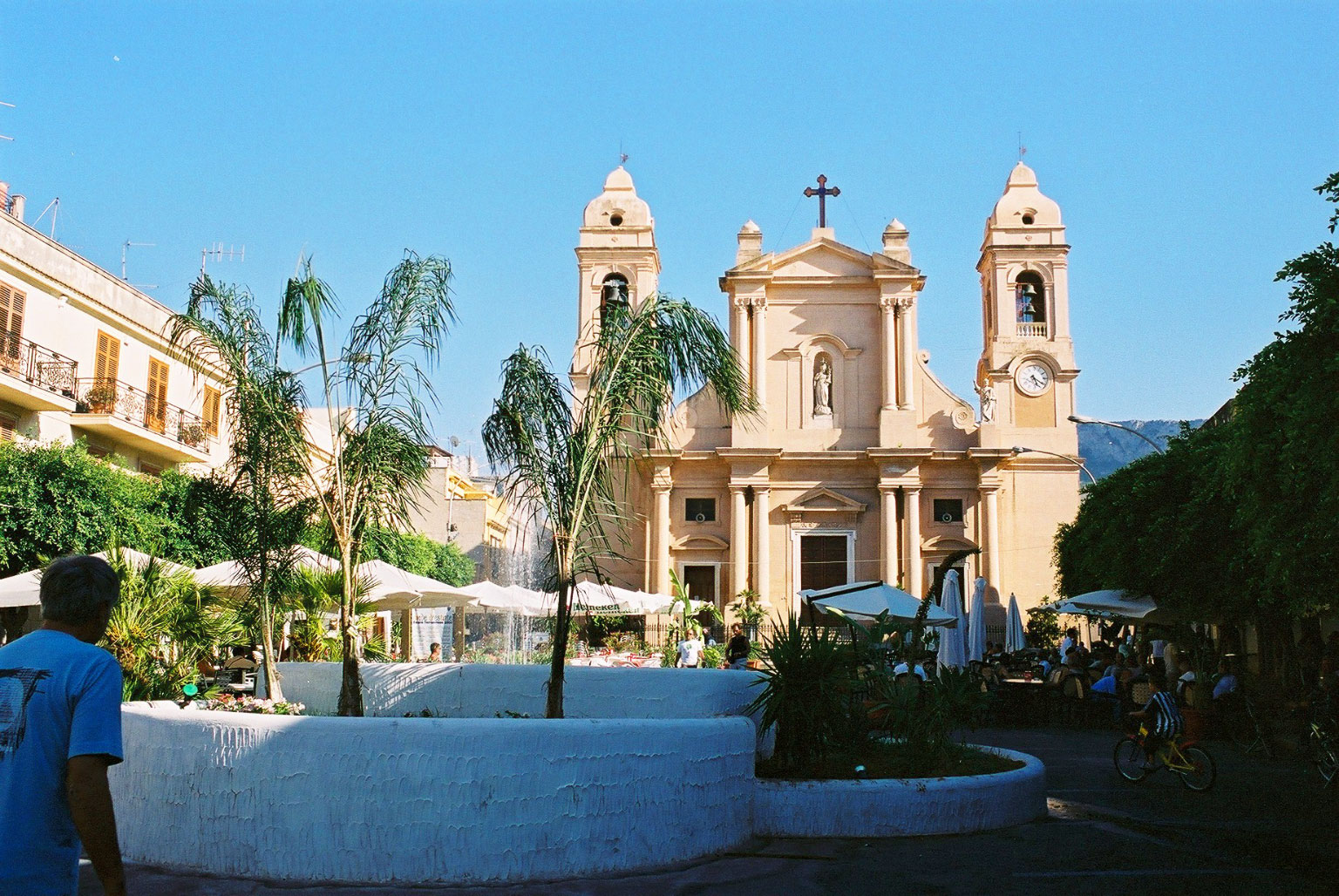
Piazza Duomo & Chiesa Madre

Terrasini – miejscowość i gmina we Włoszech, w regionie Sycylia, w prowincji Palermo.
Według danych na rok 2004 gminę zamieszkiwały 10 544 osoby, 554,9 os./km².